# زبان مادی
زبان مادی یک زبان باستانی هندواروپایی و زبان مادها بوده است. این زبان از نظر باستانی با پارتی اشکانی از خانواده‌ی زبان‌های ایرانی شمال غربی محسوب می‌شده‌است. امروزه این شاخه از زبان‌های ایرانی شامل: آذری قدیم، تالشی، گیلکی، مازندرانی، کردی، بلوچی و تاتی است و در زیرخانواده‌ی ایرانی شمال غربی طبقه‌بندی می‌شود. این دسته‌بندی به معنای آنکه آنها از زبان مادی‌اند نیست، بلکه به معنای تأثیرات احتمالی گرفته از زبان مادی است و برخی از زبان‌ها به دلیل موقعیت جغرافیایی کنونی در این دسته قرار دارند، نه تأثیرات زبانی مادی. این زبان، به همراه زبان‌های سکایی، اوستایی و پارسی باستان از جمله زبان‌های باستانی ایرانی بودند.
زبان مادها زبان مادی بود و هیچ سندی در دست نیست که بتوان با آن صحت زبان مادی را تأیید کرد. اما زبان‌شناسان، با استفاده از ساختار کلمات و علم واژه‌شناسی، کلماتی در متون کتیبه‌های پارسی باستان، ایلامی و بابلی که با دستور زبان خود سازگار نیست را شناسایی کردند و آن را در دسته‌بندی زبان مادی قرار دادند. آنها ممکن است مادی نبوده باشند، تنها لغاتی که به نظر از لحاظ دستوری متفاوت می‌آمدند را در زبان مادی قرار دادند،
اکثر این کلمات اسامی خاص (نام قبایل، اسم افراد و مکان‌ها) بودند که شناسایی شده‌اند. ایگور دیاکونف تأکید می‌ورزد بقایای تاثیر باستانی زبان مادی در تاتی و تالشی امروز محفوظ مانده‌است. زبان تالشی برخی از تاثیرات ویژگی‌های صوتی  را از  زبان مادی، حفظ کرده‌است. یارشاطر نیز گویش‌های مرکزی ایران از جمله ابوزیدآبادی را به گروه گویش‌های مرکزی یا مادی مربوط می‌داند.

## آوانگاری
| لاتین | آرامی        | لاتین | آرامی       |
| ----- | ------------ | ----- | ----------- |
| b     | ب            | ș     | ص           |
| p     | پ            | ț     | ط           |
| t     | ت            | ɤ     | غ           |
| θ     | ث            | f     | ف           |
| j     | ج            | q     | ق           |
| ç     | چ            | k     | ک           |
| ḥ     | ح            | g     | گ           |
| x     | خ            | l     | ل           |
| d     | د            | m     | م           |
| ḑ     | ذ            | n     | ن           |
| r     | ر            | v     | و           |
| z     | ز            | h     | ه           |
| ẓ     | ژ            | y     | ی           |
| s     | س            | a     | فتحه        |
| š     | ش            | â     | در «شاد»    |
| ə     | کسره در «سه» | ā     | ا در «شاعر» |

## ادبیات
هیچ اثر مکتوبی از زبان مادی در دست نیست و مشخص نیست که این زبان اصولاً به رشتهٔ تحریر درآمده یا نه؛ اما در نوشته‌های مورخان یونانی، مانند کتسیاس و دیونون و هرودوت به داستان‌ها، قصه‌ها و اشعار این دوره اشاره شده‌است. برای نمونه، عشق استریانگایوس به زَرینایا، ملکهٔ سکاها و ناکام ماندن وی و داستان غنایی «زَریادْرِس و اُداتیس» را می‌توان نام برد که در مآخذ متعددی دیده می‌شود که به نظر مری بویس اصل مادی دارد و بعدها به‌صورت داستان گشتاسپ و کتایون در شاهنامه بازتاب یافته‌است. از دیگر آثار ادبی مادی می‌توان از داستان‌های حماسیِ مادی یاد کرد که به پایه‌گذاری دولت ماد انجامیده و در آثار کتزیاس نقل شده‌است.
به‌گفتهٔ هرودوت، در زمان پادشاهی دیاکو، دعاوی‌ای را که می‌نوشتند، نزد وی می‌فرستادند. سپس او دربارهٔ آنچه نزدش آورده شده‌بود، داوری می‌کرد و داوری‌هایش را بازپس می‌فرستاد. تنها شاهد مستقیمی که نشان می‌دهد مادها خط را می‌شناختند، تکه‌ای سیمین است که در تپهٔ نوشیجان کشف شده و بخش‌هایی از دو نشانهٔ خط میخی بر آن به‌جا مانده‌است، اما شناسایی نوع خط میخی و زبان آن ناممکن است. به باور دیاکونف، خط میخی پارسی باستان (خطی که برای کتیبه‌هایشان به‌کار می‌بردند)، در اصل نوآوری مادها بوده، درحالی‌که رودیگر اشمیت احتمال می‌دهد مادها از خط میخی آشوری بهره می‌بردند.
به‌گفتهٔ استرابون، نام آریانا شامل بخش‌هایی از پارس و ماد و همچنین باکتریا و سغدیا می‌شود و این‌ها با اندکی تفاوت به یک زبان سخن می‌گویند.
کتاب مقدس (کتاب عزرا، باب ۶، آیهٔ ۲) نیز روایت می‌کند که در زمان داریوش یکم هخامنشی، طوماری در کاخ اکباتان در سرزمین ماد یافت شد که فرمان‌هایی بر آن نوشته شده بود. از این شاهد، نمی‌توان دریافت که زبان این طومار مادی بوده‌است.

## خط مادی
درباره اینکه آیا مادها زبان خود را به کتابت درآورده بودند یا نه، بین ایرانشناس‌ها اختلاف نظر وجود دارد. هرودوت می‌گوید که در زمان دهیوکه، نخستین پادشاه ماد، «دعاوی را نوشته، نزد شاه می‌فرستادند. سپس او درباره آنچه نزدش آورده شده بود، داوری می‌کرد و داوری‌هایش را بازپس می‌فرستاد». در نوشته‌های مورخ‌های یونانی اشاره‌هایی به داستان‌ها و اشعار حماسی و عاشقانه مادی دیده می‌شود. اما این شواهد برای اثبات نگارش زبان مادی کافی نیست. دیاکونوف از جمله کسانی بود که مادها را دارای خط و کتابت مخصوص خود می‌دانست. به باور دیاکانوف، خطی که اکنون خط میخی فارسی باستان خوانده می‌شود و در کتیبه‌های شاهنشاه‌های هخامنشی به کار رفته، در اصل نوآوری مادها بوده است.

## واژگان
میه و بنونیست، نخستین کسانی بودند که برخی از واژه‌های به کار رفته در کتیبه‌های فارسی باستان را که از قوانین آوایی این زبان پیروی نمی‌کرد، عناصر دخیل مادی نامیدند. پس از آن نیز به تدریج، واژه‌های مادی دیگری در کتیبه‌های آشوری و بابلی، الواح ایلامی، اسناد آرامی و متون یونانی شناسایی شد. بیشتر واژه‌های شناسایی شدهٔ مادی نام‌های خاص (اسامی اشخاص، قبایل و مکان‌ها) و اصطلاحات لشکری و کشوری است. نخستین کسی که به‌طور جدی با بهره‌گیری از اصول زبان‌شناسی تاریخی و تطبیق به بازسازی زبان مادی پرداخت، مایرهوفر بود.
اگرچه واژه‌هایی که مادی به‌شمار آمده‌اند، اغلب دگرگونی‌های آوایی را نشان می‌دند که دیگر زبان‌ها یا گویش‌های ایرانی نیز دیده می‌شود، با این حال مهم‌ترین دلیل برای فرض پذیرش واژه‌های مادی در فارسی باستان، تأثیر ژرف و انکارناپذیر الگوهای نهادینهٔ مادی بر فرهنگ پارسی است. در نمونه‌های مناسب و قابل تشخیص، می‌توان ویژگی‌های مادی را در فارسی باستان به خوبی مرزبندی کرد، به ویژه واژه‌ها یا نام‌هایی که در آن ویژگی گویشی عملاً قابل اثبات مادی به چشم می‌خورد: واژه σπάkα ماده سگ در تاریخ هرودوت به عنوان واژه‌ای مادی ذکر شده‌است؛ یعنی spaka*- مادی «سگ» (با sp مادی </tsv/* ایرانی <ku* هندواروپایی) -saka* فارسی باستان (> sag فارسی میانه و نو) به همین ترتیب گونه‌های دیگر هم‌ارزش با آنکه در فارسی باستان ظاهر شده‌اند: -aspa و -asa (هر دو) «اسب» که توزیع ساختی و کاربردی -aspa (به‌طور سنتی، چرا که تنها در نام‌های خاص -Aspacanah , Vištāspa و صفت‌های کلیشه‌ای‌ای چون <uv-aspa-/ <u-v-s-p/ «دارای اسبان خوب» و -asa (در کاربردی زنده، مستقل و در ترکیبات) با آن توضیح می‌یابد.
از یک چنین هستهٔ ثابت و مشخصی می‌توان با استفاده از «جفت‌های معادل»، برابرهای آوایی هم‌ارزش را در دو زبان ایرانی مادی و فارسی باستان منظم کرد. در این میان نسخهٔ بابلی سنگ‌نوشتهٔ سه زبانهٔ بیستون (DB) نقش مهمی ایفا می‌کند. به‌طوری‌که به جای فارسی باستان، نشان‌دهندهٔ گونه‌هایی است که از دید آوایی کاملاً گویشی به‌شمار می‌آیند و در ایلامی هم دقیقاً بازتاب یافته‌اند، اما به‌طور منظم و منطقی دیگر گونه‌های اسمی‌ای را نشان می‌دهد که آشکارا از گویش ایرانی دیگری ریشه می‌گیرند و با توجه به برابرهای آوایی مربوط، مادی دانستن آن‌ها قطعی است، چرا که تنها مادها، چنین تأثیری را بر سنت (نوشتاری) بابلی برجای گذاشته‌اند: bar-zi-ia/iá بابلی = bṛziya مادی در برابر <bṛdiya/ <b-r-di-i-y/ فارسی باستان؛ su-uh-ra-ʾ بابلی= suxra مادی در برابر /θ-u-x-r> /θuxra> فارسی باستان؛ at-ri-na-ʾ بابلی = Āvrina مادی در برابر /a-ç-i-n> /Āçina> فارسی باستان و مانند آن.
از آنجایی که یک چنین ویژگی‌های گویشی خاص مادی، تنها به تعداد اندک موجود است — در گونه‌هایی که در روایات (نویسندگان یونانی)، «مادی» شمرده شده‌اند یا (در منابع دیگر) آشکارا در «بافتی مادی» جای گرفته‌اند — و همین تعداد اندک، همتاهای دقیقی در اغلب زبان‌های ایرانی دارد، در هر مورد خاص استدلال دقیق (فرهنگی-) تاریخی - جغرافیایی - گویش‌شناختی ضروری است، به هر جای شگفتی نیست که با توجه به این وضعیت پژوهشی، بحث به آنجا کشیده‌است که تا چه حدی می‌توان در فرض، عناصر مادی در فارسی باستان پیش رفت: و این در واقع به دلیل کمبود دست‌مایه‌های زبانی است. در موارد خاص توسط گرشویچ، تنها ویژگی اندکی (tsv/*> sp/ ایرانی؛ hv/> f/* ایرانی؛ نیز از روایت‌های فرعی: مواردی از قلب برای مثال در nz؛ ترکیبات فعلی با -t-*) مادی به‌شمار آمده و بقیه، گونه‌های درون‌فارسی شمرده شده‌اند. برای هر واژهٔ منفرد یا صورتی اسمی — بر پایهٔ روند پژوهش، این‌گونه می‌توان خلاصه کرد — باید کاملاً محتاطانه و دقیق روشن ساخت که آیا مادی دانستن آن مسلم است یا نه؛ نباید هر صورتی را که به عنوان «فارسی باستان غیر اصیل» مورد تردید است، به راحتی «مادی دانست»، چرا که مادی مفهومی کلی برای تمامی دیگر زبان‌های ایرانی نیست، در واقع این زبان ایرانی شمال‌غربی در بر گیرندهٔ همهٔ آن‌ها نیست. این موضوع به خوبی از پارتی (میانه) بر می‌آید، اما پارتی میانه را نمی‌توان دنبالهٔ مادی دانست، بلکه حتی مانند فارسی میانه و باستان اختلافاتی را با آن نشان می‌دهد. درواقع از صورت باستانی زبان پارتی اثری به دست نیامده است.
ویژگی زبان مادی بدین صورت است:
1. /tsv/ ایرانی> sp مادی (مانند sp اوستایی در مقابل s پارسی باستان):[۱۵]
  1. spaka مادی (یعنی سگ).
  2. aspa مادی (یعنی اسب).
  3. vispa مادی (یعنی همه، پارسی باستان visa، اوستایی vīspa، هندوایرانی ṵíćṷa> ودایی víśva؛ ازجمله در مادی (وامواژهٔ پارسی باستان) به‌صورت vispa-zana یعنی «دارای همهٔ نژادها» در مقابل visa-dana پارسی باستان) و vispa-dahyu مادی (یعنی (دروازهٔ) همهٔ ملت‌ها) در مقابل پارسی باستان visa-dahyu. مورد آخر توسط هرودوت بیان شده‌است.
2. /dz/ ایرانی> z مادی است (مانند z اوستایی در مقابل d پارسی باستان):[۱۶]
  1. عبارت zana (یعنی نژاد، dana پارسی باستان، jána هندوایرانی، jána ودایی) آشکارا مادی است، چرا که در ترکیب vispa-zana آمده‌است.
3. /ts/ ایرانی> s مادی (مانند s اوستایی در برابر ủ پارسی باستان):[۱۷]
  1. کلمهٔ suxra (یعنی «درخشان، روشن، سرخ») نام شخصی است (پارسی باستان θuxra، اوستایی suxra، هندوایرانی ćukrá> ودایی śukrá) که به‌دلیل وجود جفت‌های معادل مادی است.
4. /θr/ ایرانی> ůr مادی (مانند ůr اوستایی در برابر ç فارسی باستان):[۱۸]
  1. čiůra مادی «چهر، نژاد» (= čiça فارسی باستان، čiůra اوستایی) در نام خاصِ čiůra-taxma در برابر čiçantaxma فارسی باستان
  2. xšaůra مادی «شهریاری» (= xšaça فارسی باستان، xšaůra اوستایی، kšatrá هندوایرانی -> kșatrá ودایی)، ازجمله در نام xšaůr-ita خاصِ یکی از مادها در DBe6 مادی است به‌دلیل وجود جفت‌های معادل و به‌ویژه به‌دلیل بافت مادی.

دیگر ویژگی بارز زبان مادی با این شیوه به‌خوبی دریافتنی نیست: hv ایرانی> f مادی همانند havarnah ایرانی (xvarənah اوستایی) farnah مادی «فر» (که از سده‌های نهم و هشتم پ. م در نام اشخاص دیده شده‌است)، به‌تازگی کاملاً مادی بودن آن مردود دانسته شده یا این‌که باید جزو یکی از گویش‌های گوناگونِ مادی به‌شمار آید. مایرهوفر، تنها تعدادی واژه درزمینهٔ اصطلاحات حقوقی، سپاهی‌گری و نام‌های خاص از قلمرو پادشاهی هخامنشی را مادی دانسته‌است. درعین‌حال، اشمیت دربارهٔ برخی از آن‌ها تردید دارد؛ برای مثال، xšāyaθiya به‌معنی شاه، دارای /θiy/ (به‌جای /ti/ ایرانی> /šiy/ پارسی باستان) نیست، بلکه بیشتر thii هندوایرانی> /θiy/ پارسی باستان است، و بنابراین، لزوماً نباید مادی شمرده شود.
اینکه تا چه اندازه، واژه‌ها و به‌ویژه نام‌جای‌هایی را (که داده‌های ریشه‌شناختی آن‌ها را به‌درستی ازلحاظ معنایی و منطقی پذیرفت) که در روایات فرعی یونانی، ایلامی، بابِلی و غیرهٔ دوران هخامنشی ثبت شده‌اند، تنها برپایهٔ معیارهای زبانی، ازجمله sp, z مادی و مانند آن، می‌توان به‌طور قطع مادی دانست، مطلبی است که باید در جزئیات آن تصمیم‌گیری شود. در این میان‌نام‌های پادشاهان محلی ماد از زاگرس و جای‌نام‌های مربوط که در منابع آشوری از زمان شلمنصر سوم (میانهٔ سدهٔ نهم پ. م) ذکر شده، استثناست.
لغاتی که در متون یونانی انعکاس یافته‌است:
| مادی      | انعکاس در متن یونانی | توضیح                                                |
| --------- | -------------------- | ---------------------------------------------------- |
| Dahyuka   | Δηιόκηζ              | نخستین پادشاه ماد                                    |
| Fravarti  | ΦραόρΊης             | دومین پادشاه ماد و نام یک شورشیِ مادی در کتیبهٔ بیستون |
| Huvaxštra | κναζάρης             | سومین پادشاه ماد                                     |
| uštivaiga | Άστνάγης             | چهارمین و آخرین پادشاه ماد                           |

در کتیبه‌های پارسی باستان واژه‌هایی دیده می‌شوند که برخلاف قواعد آوایی پارسی باستان است، که این واژه‌ها را باید مادی دانست:
| مادی      | پارسی باستان | معنی          |
| --------- | ------------ | ------------- |
| aspa      | asa          | اسب           |
| zana      | dana         | نژاد          |
| xšāça     | xšāθra       | شهر           |
| vispa     | visa         | همه           |
| zūrah     | dūrah        | فریب، بدی     |
| vazṛka    | vadṛka       | بزرگ          |
| pati-zbay | pati-zay     | اعلام کردن    |
| hufrasta  | hufrašta     | خوب مؤاخذه‌شده |
| vinasta   | vinšta       | تباهی، آسیب   |

اینکه تا چه اندازه، واژه‌ها و نام‌هایی را (که داده‌های ریشه‌شناختی آن‌ها را به‌درستی نمی‌توان از لحاظ معنایی و منطقی پذیرفت) که در روایات فرعی یونانی، ایلامی، بابِلی و غیرهٔ دوران هخامنشی ثبت شده‌اند، تنها برپایهٔ معیارهای زبانی، ازجمله sp, z مادی و مانند آن، به‌طور قطع مادی دانست، قابل تصمیم‌گیری است، اما نام‌های پادشاه‌های محلی ماد از زاگرس و جای‌نام‌های مربوط که در منابع آشوری از زمان شلمنصر سوم (میانهٔ سدهٔ نهم پ. م) ذکر شده، استثناست.

## تفسیر رودیگر اشمیت
زبان مادها زبان مادهای باستان بود که بر بخش‌های بزرگی از کوه‌های زاگرس و شمال غربی ایران (احتمالاً به شکل کنفدراسیونی از دولت‌شهرهای کوچک‌تر) قبل از هخامنشیان حکومت می‌کردند. از آنجایی که هیچ متن مادی برای دوره مورد بحث باقی نمانده است، به طور قطع مشخص نیست که آیا مادها از زبان مادی به صورت نوشتاری یا زبان دیگری (مثلاً اکدی) برای متون اداری یا اقتصادی، سالنامه‌ها، قراردادها و مکاتبات استفاده می‌کردند. بنابراین، زبان مادی فقط به صورت پراکنده از شواهد موجود در زبان‌های مختلف دیگر، عمدتاً نام‌های خاص، شناخته شده است، اما برخی از کلمات که به صراحت به عنوان "مادی" توصیف می‌شوند، در یک بافت مادی قرار گرفته‌اند یا با ویژگی‌های واجی خاصی مشخص می‌شوند. در دوره اولیه مطالعات ایران، این ناآگاهی از واقعیت باعث استفاده خودسرانه از اصطلاح "مادی" برای زبان‌های مختلف دیگر، به ویژه برای ایلامی و اوستایی شد. اما اکنون این پرونده بسته شده است.
بر اساس ویژگی‌های واج‌شناسی، زبان مادی به زبان‌های ایرانی شمال غربی تعلق دارد، اما تنها بخشی از این گروه است و نباید به عنوان یک اصطلاح جمعی برای کل آن اشتباه گرفته شود. سایر زبان‌های ایرانی شمال غربی باید در دوران باستان وجود داشته‌اند، همانطور که می‌توانیم از نام‌های تایید شده قبایل و کشورها و از شواهد ایرانی میانه، که در کتیبه‌های سه یا دو زبانه ساسانی و متون چند زبانه مانوی آن زمان دیده می‌شود و توسط داده‌های ایرانی مدرن تأیید می‌شود، استنباط کنیم. از طریق این مطالب همچنین مشخص می‌شود که تفاوت‌های گویشی بین ماد (باستان) و پارتی (قرون وسطی) وجود داشته است.
برای اولین بار، نام مادها در امپراتوری نئوآشوری بر روی ستون معروف به اوبلیسک سیاه پادشاه شلمانسر سوم (۸۳۵ پیش از میلاد) ذکر شده است، زیرا در زمان سلطنت او (۸۵۸-۸۲۴ پیش از میلاد) آشوری‌ها با مردمان ایرانی غربی تماس پیدا کردند و مادها به مهمترین مخالفان آنها تبدیل شدند که دائماً شورش می‌کردند. به مدت دو قرن نام‌های ایرانی در کتیبه‌های آشوری (به ویژه شمشی-ادد پنجم [۸۲۳-۸۱۱ پیش از میلاد]، تیگلات-پیلسر سوم [۷۴۴-۷۲۷ پیش از میلاد] و سارگون دوم [۷۲۱-۷۰۵ پیش از میلاد]) ذکر شده است، که عمدتاً نام‌های شاهزادگان کوچک ("حاکمان شهر") و نام‌های محلی متعلق به آنها بوده است. تفاسیر ریشه‌شناسی این نام‌های مردمی اغلب چیزی بیش از پیشنهاداتی در مورد احتمالات نیست، اما نمونه‌های مطمئنی نیز وجود دارد مانند:
- Agnuparnu < *Agni-farnah- "شکوه داشتن توسط (خدا) آتش"،
- Ašpabara < *Aspa-bāra- "سوارکار"،
- Bag(a)parna < *Baga-farnah- "شکوه داشتن توسط خدایان"،
- Bagdāti < *Baga-dāta- «داده شده توسط خدایان»،
- Daiukku < *Dahyuka- (از dahyu- «سرزمین، کشور»)،
- Kaštarītu < Xšaθrita (از xšaθra- «پادشاهی، پادشاهی»؛ زیر را ببینید)،
- Mašdaiukku < *Mazdāyuka- (شامل نام اصلی Mazdā-)،
- Mašdakku < *Mazdaka- (همان)،
- Mitraku < *Miθraka- (شامل نام *Miθra-)،
- Satarpānu < *Xšaθra-pāna- «محافظت از پادشاهی/پادشاهی»،
- Šatašpa < *Satāspa- «دارنده صدها اسب» یا

Šidirparna < *Čiθra-farnah- «دارنده جلال به واسطه دودمانش». ریشه‌های مادی این نام‌های انسانی از دلایل زمانی و جغرافیایی آشکار است، اما بازیابی اشکال قابل اعتماد نام‌های مادی تنها از طریق کتیبه‌های سلطنتی هخامنشی در پایان قرن ششم پیش از میلاد امکان‌پذیر است.

نسخه‌های بابلی و (تا آنجا که حفظ شده‌اند) آرامی کتیبه بزرگ بیستون داریوش اول (DB; q.v.) در نتیجه و بدون استثنا، صورت‌هایی از نام‌ها را نشان می‌دهند که وقتی حاوی برخی تحولات خاص فارسی باستان هستند، با صورت‌های اصیل فارسی باستان (که در متن عیلامی نیز منعکس شده‌اند) مطابقت ندارند و بنابراین باید از گویش ایرانی دیگری آمده باشند که بدیهی است فقط زبان مادی را می‌توان برای آن در نظر گرفت. این صورت‌های «مادی» گواهی بر تأثیر مادها بر سنت کاتبان بین‌النهرین هستند و باید در زمینه وسیع‌تری دیده شوند، زیرا همین نسخه‌ها در موارد دیگر نیز سنت‌های اکدی قدیمی‌تر را منعکس می‌کنند و نه معادل فارسی باستان (مثلاً Bab. Ú-ra-áš-ṭu «اورارتو»، Aram. ʾrrṭ «آرارات» به جای OPers. Armina «ارمنستان»). این صورت‌های مادی *Br̥ziya (Bab. Bar-zi-ia/iá، Aram. brzy) در مقابل OPers هستند. Br̥diya؛ *Āθrina (باب. At-ri-na-ʾ) در مقابل OPERAS. Āçina؛ *Čiθrantaxma (باب. Ši-it-ra-an-taḫ-ma) در مقابل OPERAS. Ciçantaxma؛ *R̥tavarziya (باب. Ar-ta-mar-zi-ia، آرامی. ʾrtwrzy) در مقابل OPERAS. R̥tavardiya؛ *Suxra (باب. Su-uḫ-ra-ʾ) در مقابل OPERAS. Θuxra، در حالی که Bab. Za-ʾ-tu-ʾ-a (از مادی *Zāt°) و OPERAS. Dātavahya تا حدودی متفاوت هستند. تنها نمونه در برخی کتیبه‌های خشایارشا (XPa) نام «دروازه همه ملت‌ها» است. Visa-dahyu- (XPa 12) که به صورت Bab. Ú-ʾ-is-pi-da-a-ʾ-i (با ابتدای کلمه مدیترانه‌ای *Vispa-) آمده است. از این تشابهات، ویژگی‌های متمایز زیر در زبان مادی قابل تشخیص است:
1. کلمه مدیترانه‌ای sp در مقابل کلمه‌های اپرای s < کلمه PIE. *ḱu̯:
  - vispa- «همه» در مادی. *Vispa-dahyu- «همه ملت‌ها» در مقابل کلمه‌های اپرای. Visa-dahyu- (به بالا مراجعه کنید) و مادی (وام اپرای) vispa-zana- «شامل همه نژادها» در مقابل کلمه‌های اپرای. *visa-dana- (در زبان عبری mi-iš-šá-da-na-؛ به پایین مراجعه کنید)؛
  - aspa- «اسب» در مادی (وام اپرای) uv-aspa- «با اسب‌های خوب» در مقابل کلمه‌های اپرای. uv-asa- و نام‌های خاص Aspa-canah- و Vištāspa-؛
  - *spaka- «سگ» در یونانی («مدی») spáka «سگ» (طبق گفته هرودوت 1.110.1 «مادها به سگ ماده spáka می‌گویند») در مقابل اوپراتورها. *saka- (گواهی نشده؛ اما رجوع کنید به فارسی میانه sg /sag/، فارسی نو sag «سگ»)؛
2. s در مقابل اوپراتورها. θ < PIE. *ḱ:
  - فقط اوپراتورهای *suxra- «قرمز» در *Suxra- در مقابل اوپراتورها. Θuxra-؛
3. z در مقابل اوپراتورهای d (نوشته شده برای [δ]) < PIE. *ǵ/*ǵh :
  - *br̥zi- «والا، والا» در *Br̥ziya- در مقابل OPERS. Br̥diya-؛
  - *varz «کار کردن» در *R̥ta-varziya- در مقابل OPERS. R̥ta-vardiya-؛
  - zana- «نژاد» در مدیترانه (وام OPERS.) vispa-zana- در مقابل OPERS. *visa-dana- (فقط در El. mi-iš-šá-da-na-)، که این مثال با دو ویژگی متمایزش به ویژه معنادار است؛
4. θr مدیترانه در مقابل OPERS. ç < PIE. *tr:
5. *čiθra- «اصل، تبار» در *Čiθran-taxma- (به بالا مراجعه کنید) در مقابل OPERS. ciça- در Ciçantaxma-؛
  - *xšaθra- «پادشاهی، پادشاهی» در Xšaθr-ita- DBe 6 (به پایین مراجعه کنید) در مقابل کاربران عادی xšaça-؛
  - *ātar-/āθr- «آتش» در *Āθr-ina- در مقابل کاربران عادی Āç-ina-.

از سوی دیگر، نام مادها ذکر شده در DB (Fravartiš, Xšaθrita, Uvaxštra, Taxmaspāda) و نامهای (Sikayuvatiš, Māruš, Kunduruš, Hagmatāna 'Ecbatana') و واژه های واژگانی (Nisāya, Kampanda, Ragā) توصیف شده است. مکان، در این زمینه چندان آشکار کننده نیستند. فقط Xšaθrita، یک هیاهو بر اساس Med. *xšaθra-، همتای OPers. xšaça- «پادشاهی، پادشاهی»، تأیید اضافی θr/ç است. و شاید جزء اصلی Sikayuvatiš ممکن است متعلق به OPers باشد. θika- «شن» (ر.ک. s-/θ-)، اگر بتوان نحوه‌ی تشکیل واژه را به طور رضایت‌بخشی توضیح داد.
در غیر این صورت، تعدادی از کلمات که در کتیبه‌های سلطنتی فارسی باستان گواهی شده‌اند، اما به شکلی متفاوت از روند معمول واج‌شناسی فارسی باستان، به زبان مادی نسبت داده می‌شوند، عمدتاً به این دلیل که ایرانیان از زمان کوروش بزرگ، با کنار گذاشتن یوغ حکومت مادها، خود را وارث مادها می‌دانستند. با این وجود، مادها و مادها جایگاه برجسته‌ای در امپراتوری پارس و بدیهی است که زبان مادی نیز به عنوان تأمین‌کننده‌ی وام‌واژه‌ها داشتند. دلیل انتخاب چنین صورت‌هایی، تمایل به باستانی‌سازی است که به طرز چشمگیری آشکار می‌شود، زمانی که متن فارسی باستان یک صورت خارجی، یعنی صورت مادی را نشان می‌دهد (مثلاً DNa 10f. vispa-zana- «شامل همه نژادها»، با sp و z)، در حالی که صورت اصیل فارسی باستان در نسخه ایلامی یافت می‌شود (DNa El. 8 mi-iš-šá-da-na- = OPers. *visa-dana-، با s و d). این «مادها» مربوط به زمینه‌های خاصی مانند پادشاهی، نظامی یا قضایی هستند. اما نکته بسیار مهم این واقعیت است که هر انتساب یک کلمه یا نام، در هر صورت، از ویژگی‌های متمایزی که به صراحت به عنوان «ماد» تأیید شده‌اند، شروع می‌شود و در زمینه تاریخی-جغرافیایی، پایه‌های محکمی دارد و باید محتمل دانست که به نوعی سنت قدیمی یا باستانی وابسته است (و به هیچ وجه نوآوری نیست).

## نمونه‌هایی از زبان مادی در گویش امروزی زبان کاشانی

### گویش‌های روستایی راجی
اگرچه خود شهر کاشان اکنون کاملاً فارسی‌زبان است، بسیاری از سکونتگاه‌های مجاور آن، گویش‌های مرکزی بومی خود را حفظ کرده‌اند. گویش‌های مرکزی کاشان، که ما در اینجا آنها را گویش‌های کاشان به طور کلی می‌نامیم، اغلب توسط گویشورانشان راجی یا دی (دهی) می‌نامند. روستاها و شهرهای راجی‌زبان که از نظر تاریخی با کاشان مرتبط هستند، تا دلیجان در غرب، میمه در جنوب غربی و نطنز در جنوب امتداد دارند، اگرچه این مناطق ذکر شده اکنون حوزه‌های اداری مستقل از کاشان را در استان اصفهان تشکیل می‌دهند. در واقع، تقسیمات اداری فعلی هیچ چارچوب مرجع خوبی برای تعیین گویش‌های آنچه که زیرگروه کاشانی از گویش‌های مرکزی نامیده می‌شود، ارائه نمی‌دهد. یکی از اهداف این مقاله بهبود تعریف ایزوگلوتیک از گروه کاشانی است.
در چند دهه گذشته، کاشان روستایی به سرعت در حال تغییر به فارسی بوده است. بیشتر روستاها تا حدی یا کاملاً فارسی‌زبان شده‌اند و عملاً همه گویشوران راجی دوزبانه هستند . توزیع مکان‌های راجی‌زبان از یک نظرسنجی انجام شده در دهه ۱۹۷۰ برای مناطق روستایی استان اصفهان مشخص شده است. داده‌های مربوط به کاشان، که در جدول ۱ محاسبه و خلاصه شده‌اند، نشان می‌دهد که ۳۸ مورد از کل ۹۶ مورد، یا ۴۰ درصد، از سکونتگاه‌ها، گویشوران بومی راجی داشته‌اند. در کویرات، از توابع گرمسیر به مرکزیت ابوزیدآباد، هر نه سکونتگاه به راجی صحبت می‌کردند، در حالی که در میان هشت سکونتگاه تابع آران، تنها دو مورد، یعنی آران و بیدگل، گویش‌های خود را، هرچند فقط تا حدی، حفظ کرده‌اند. در سردسیر یا کوهستانی جنوب و غرب شهرستان کاشان، قهرود و نیاسر تغییر زبانی قابل توجهی را نشان می‌دهند، در حالی که جوشقان و میمه محافظه‌کار بوده‌اند. این بررسی، شهرستان نطنز در جنوب کاشان، به همراه چندین روستای راجی‌زبان در اطراف قله کرکس، مانند هنجن، یارند، ابیانه، بیدهند، فریز(ه)ند، سو(ه)، طرق، طار، کشا، و همچنین دهستان باد(رود) در گرمسیر را شامل نمی‌شود.
با وجود توزیع تصادفی سکونتگاه‌های راجی و فارسی‌زبان، و تأثیر عمیق فارسی بر گویش‌های راجی، هیچ پیوستگی زبانی بین این دو وجود ندارد، به عنوان مثال، زبان خزری با حرکت به سمت جنوب از البرز مرکزی به سمت فلات در فارسی ادغام می‌شود. این گسست گویشی زمانی آشکار می‌شود که روستاهای مجاور، مانند روستای خونبِ راجی زبان و روستای لثورِ فارسی زبان (جنوب شهر کاشان) و روستای ونداده راجی زبان و روستای خسروآبادِ فارسی زبان (جنوب میمه)، به ترتیب در شمال و جنوب استان زبانی کاشان را با هم مقایسه کنیم.
داده‌های مقایسه‌ای زیر نکته‌ی مورد بحث را نشان می‌دهد. برای «برف»، «پسر» و «سگ»، لتوری و برای «خسروآبادی» برف، پسر، سگ، خونبی وفر، پیرا، اسپا و برای «وندادی ورف، پور، کووه» داریم. جملات: لَثوری، خُسر. تو را دیدم، خُسر. وَندَدی تُ م بِدی «من تو را دیدم»؛ لَثوری تو رفتی نَو بِکسَرَه، خُسر. او رفتی نَو بِخِرسِرَه، خُسر. او رفتی نَو بِریَن، وَندَدی آن بِشتا نَو بِرین «او رفته بود نان بخرد». بر این اساس، می‌توانیم مشاهدات زیر را انجام دهیم. (1) دو گونه فارسی، اگرچه از روستاهای نسبتاً دورافتاده‌ای هستند، عملاً با یکدیگر و با فارسی محاوره‌ای تهران یکسان هستند. این نشان دهنده یک تغییر زبان نسبتاً جدید به فارسی است. (2) گونه‌های فارسی از نظر واژگان، صرف و نحو و واج‌شناسی تاریخی با گویش‌های راجی به شدت در تضاد هستند. (3) گویش‌های راجی اساساً از نظر صرف و نحو مشابه هستند؛ برای مثال، افعال متعدی گذشته ساخت ارگاتیو (-m bedi) نشان می‌دهند و اسم مفعول دارای پیشوند وجهی (bo /bi-šta) است. (4) آنها در اجزای واژگانی اصلی (espa ~ kuve “dog”، u ~ nā “he”) متفاوت هستند. همانطور که در متن هم‌تراز شماره 2 در زیر نیز نشان داده شده است، نزدیکی جغرافیایی تضمین‌کننده هویت یا شباهت هم‌تراز در میان گویش‌های راجی کاشان نیست.

### اختصارات
ابو (ابوزیدآبادی)، ابی (ابیانایی)، عرا (ایرانی)، ارد (اردستانی)، باد (بادرودی)، بدگ (بیدگلی)، بید (بیدهندی)، بیج (بیجگانی)، دل (دلیجانی)، فر (فریزندی)، هَنْحَک (هَنْجَعَنِی) (یهودی کاشانی)، حان (خوشانساری)، کش (کشاعی)، ماه (محلاتی)، می (میمه)، نات (نطنزی)، نار (نراقی)، ناش (نشالجی)، نای (ناقلی)، قالینی (قهرودی)، سوه (سوحی/سوئی)، تار (طری)، ترق (طرقی)، وان (وانشانی)، ور (ورانی)، ورک (ورکانی)، یار (یارندی)، زف (زفرایی)، زور (زوری). برای گویش‌های ضعیف در دهستان مرکزی، کاذی در دهستان کویرات، نیاسر، ازور، برزوک، ویجا و ویدوج در دهستان نیاسر و توتماج و جوینان در دهستان قهرود، هیچ اختصاری به کار نمی‌رود.

### مطالعات تطبیقی
بیش از یک قرن است که محققان گویش‌شناسی ایرانی تلاش‌های متعددی برای طبقه‌بندی گویش‌های مرکزی به گروه‌های معنادار، جدا از مجاورت جغرافیایی، انجام داده‌اند. این مطالعات تطبیقی با شناخته شدن گویش‌های بیشتر، دقیق‌تر شده‌اند. مطالعات اصلی به ترتیب زمانی به شرح زیر خلاصه می‌شوند. (1) والنتین ژوکوفسکی (1888)، یکی از پرکارترین گردآورندگان گویش‌های مرکزی، در مطالعه پیشگام خود، آنها را به دو گروه تقسیم کرد: کاشانی، شامل قوه، کش، ون و زف، و اصفهانی، شامل غازی، سدهی و کفرانی. (2) در آغاز قرن، زمانی که اطلاعات کافی برای بررسی گسترده زبان‌های ایرانی در دسترس بود، ویلهلم گایگر گویش‌های مرکزی را به عنوان یک گروه مجزا در زبان‌های ایرانی غربی تعریف کرد و آنها را به زیرگروه‌های کاشانی (قوه، نات، ون، ماه و نای)، کش-زف و زرتشتی یزدی طبقه‌بندی کرد. معیارهای او چهارده ویژگی زبانی و همچنین مجاورت جغرافیایی بود. (3) کارل هادانک (در کتاب مان و هادانک) به تحلیل تطبیقی دقیقی از گویش‌های مرکزی پرداخت، اما همپوشانی‌های متعدد خطوط هم‌معنا مانع از رسیدن او به طبقه‌بندی مشخصی شد. (4) طبقه‌بندی دبلیو. ایوانف عاری از تحلیل صریح زبان‌شناختی است، اگرچه ظاهراً او زبان‌شناسی اجتماعی را که در تعریف زیرگروه کاشان که شامل JKāš، Qoh، Far، Yār، Keš و Soh بود، در نظر گرفته است، در حالی که نات در زیرگروه یزد و خان، وان و ماه در زیرگروه اصفهان قرار دارند. (5) هارولد بیلی در مقاله‌ای در دانشنامه، بررسی کلی از زبان‌های مدرن ایرانی انجام داد و گویش‌های مرکزی را به پنج زیرگروه تقسیم کرد که با طبقه‌بندی‌های بعدی مطابقت نزدیکی دارند، اگرچه اصول تطبیقی او صریح نیست. دو مورد از این زیرگروه‌ها شامل گویش‌های کاشان هستند: یار، فر و نات در مقابل قوه، می، سوه، کش و زف. (6) طبقه‌بندی اصلی بعدی زبان‌های ایرانی متعلق به گئورگ مورگنستیرن (1958) است که مطالعه خود را بر اساس واج‌شناسی تاریخی و تا حد کمتری، ریخت‌شناسی بنا نهاد. او بیش از هشتاد زبان و گویش ایرانی را در بیست و سه گروه طبقه‌بندی می‌کند که هشت مورد از آنها مربوط به گویش‌های مرکزی است. مورگنستیرن، مانند بیلی، گویش‌های کاشان را به دو گروه مجزا یعنی یار، فر، نات و ارد در مقابل قوه، کش، سوه و می اختصاص می‌دهد، در حالی که زف با گویش‌های اصفهان گروه‌بندی می‌شود. (7) یک گام مهم به جلو در مطالعه گویش‌های مرکزی، رساله دکترای کارل کرانک با عنوان «روابط زبانی در ایران مرکزی» بود. از بیست و هشت گویشی که او در مطالعه خود گرد آورده است، دوازده گویش به منطقه کاشان تعلق دارند: ابو، قوه، جو، می، ابی، یار، فار، سوه، باد، نات، کش و ترک. سی و نه نقشه ایزوگلوتیک او بر اساس ویژگی‌های واج‌شناختی و ریخت‌شناسی-واژگانی است. مطالعه تطبیقی حاضر مدیون یافته‌های کرانکه است، اما با گنجاندن مکان‌های بیشتر (JKāš، Ārā، Bdg، Del، Naš، Tār) و ارائه ایزوگلوهای جدید که عمداً برای مرتبط بودن با منطقه کاشان انتخاب شده‌اند، یافته‌های کرانکه را اصلاح و گسترش می‌دهد. (8) یک طبقه‌بندی پذیرفته‌شده از گویش‌های مرکزی متعلق به پیر لکوک (1989) است که منطقه کاشان-نطنز را به عنوان گروه شمال شرقی مشخص می‌کند، در حالی که اردستانی و زفره‌ای به همراه یزدی در گروه جنوب شرقی قرار می‌گیرند. (9) در یک مطالعه معتبر، گرنوت ویندفور (1992) یک گروه بزرگ شمالی-مرکزی را در منطقه کاشان و نطنز تعریف می‌کند که اردستانی و زفره‌ای را که هر دو به گروه جنوبی نسبت داده شده‌اند، مستثنی می‌کند. (10) راستورگوئوا و موشکالو تحلیل گسترده‌ای از گویش‌های مرکزی انجام دادند، اما بدون هیچ طبقه‌بندی صریحی. (11) دونالد استیلو گویش‌های مرکزی را به طور کلی در چهار ربع جغرافیایی گروه‌بندی می‌کند و گویش‌های اصفهان را با ترسیم دسته‌های یازده خط هم‌معنی تعریف می‌کند (همان، شکل 5). رویکرد او به عنوان مدلی در تحلیل هم‌معنی‌ ... داده های زبانی مورد استفاده در پژوهش حاضر از منابع زیر به دست آمده است: Zhukovskiǐ (JKāš, Qoh, Keš, Nat, Vān, Zef), Mann and Hadank (Nat, Soh, Mah, Nāy), Christensen (Far, Yār, Nat), Andreas (Soh), Lambton (Jow, Mey), (Jow, Mey), Eil Lecoq, 2002 (Qoh, Abu, Aby, Tār, Bād), Yarshater, 1989 (Arā, Bdg), idem, 1985 (جنسیت دستوری در همه لهجه ها), مجیدی (می, ور, بیج, نار, نَش, قال, زَرَیْل), (زرعار) آقا ربیع (هان)، یادداشت های میدانی نویسنده (فار، حان، کش، نات، ترق، زف) و دانشنامه ایرانیکا، مدخل ها: abuzaydābādi; ابیانایی; بادرودی بیدگل و گویش بیدگلی; اصفهان xxi. گویش های استانی; jowšaqān ii; meyma II؛ qohrud ii.

### طرح گرامری

#### واج‌شناسی
فهرست صامت‌های گویش‌های راجی اساساً شبیه فارسی است. برخی از گویش‌ها دارای صامت سایشی حلقی /ḥ/ [ħ] و مصوت انسدادی /ʿ/ [ʕ] هستند، اما هیچ‌کدام واجی نیستند. این صداها عمدتاً در کلمات عربی ظاهر می‌شوند، از این رو به وضوح تحت تأثیر عربی قرار گرفته‌اند؛ اما هیچ توضیح قانع‌کننده‌ای در مورد چگونگی اقتباس این صامت‌ها توسط گویش‌ها ارائه نشده است. این گویش‌ها در سیستم صوتی خود شباهت کمی نشان می‌دهند. تعداد واج‌ها از هشت واج در آرانی تا چهارده واج در ابوزیدآبادی متغیر است. سیستم صوتی بسیار توسعه‌یافته‌ی طاری یکی از غنی‌ترین سیستم‌های صوتی در جهان است که بیست مصوت متمایز دارد، اگر پنج مصوت خیشومی را که لکوک (2002) جفت‌های حداقلی برای آنها تعیین می‌کند، در نظر بگیریم. اکثر گویش‌ها ö و ü جلویی دارند. تعیین وضعیت واجی هیچ‌کدام آسان نیست. به همین ترتیب، طول مصوت ثبت‌شده توسط گردآورندگان اولیه، به ندرت در سطح واج‌شناسی در مطالعات دقیق‌تر و بعدی توجیه می‌شود.

#### اسم‌ها
اسم‌ها عمدتاً با -a و/یا -e صرف می‌شوند که در هر گویش راجی نقش‌های متعددی ایفا می‌کنند. (1) نشانگر مؤنث -a و -e است (به ایزوگلوژ شماره 2، در زیر مراجعه کنید). (2) فعل مجهول با یک -e یا -i بدون تأکید مشخص می‌شود: Abu (ī) pǘr-ē «پسر»، Aby (ya) rū-e «روزی»، Mey jan–e «زن». (3) نشانگر معلوم -a یا -e است (با تأکید، مانند فارسی محاوره‌ای): Qoh yene-y-a/e «زن»، Abu pe-y-a «پدر» (با حرف میانجی -y-)، Aby kāši-a «کاشانی». (4) علامت اضافه (-e یا –i)، که احتمالاً مختص منطقه کاشان نیست، گهگاه، یا به طور صریح (Mey bar–ε raz «درِ باغ») یا با تغییر مصوت آخر ظاهر می‌شود: Qoh keye man «خانه من» (ر.ک. keya «خانه»)، Abu kēye ma «خانه من» (kēya «خانه»). در ابیانه، اضافه ممکن است یک اسم مونث اصلاح‌شده را نشان دهد: dót-a man «دختر من»، sāl-a dövvömji «سال دوم». (5) علامت مفعول معین گاهی به –a یا –e (= فارسی –rā) تقلیل می‌یابد. (6) در بیدگلی، گاهی اوقات یک –a یا –e بدون تأکید روی متمم اسمی افعال یا مفعول مستقیم ظاهر می‌شود: kār-e xeyli dāro «کار زیادی برای انجام دادن دارم»، dars-a axune «او مطالعه می‌کند» (یارشاطر، 1989)؛ پسوند مشابهی در ابیانه به عنوان نشانگر مونث اختیاری تعبیر می‌شود، مثلاً zendegāni-a akerān «من زندگی می‌کنم» (لکوک، 2002). (7) یک حرف اضافه بدون تأکید اختیاری، بدون هیچ ارزش معنایی، در گویش‌های مختلف وجود دارد، مثلاً Qoh mer/ méra/mére «مرد» (لکوک، 2002، صفحات 76-77). (8) علامت جمع در ابیانه‌ای –a است (مثلاً meša به معنای میش)، در بادرودی –e است (مثلاً bāle به معنای بیل)؛ در گویش‌های دیگر از –(h)ā یا –un استفاده می‌شود.
در واقع، مرز مشخص بین این کارکردها گاهی اوقات مبهم است و تداخل آنها درک ریخت‌شناسی گویش‌ها را دشوار می‌کند. اگر نقش پسوندهای یکسان را در تمایز واژگانی در نظر بگیریم (Abu döt به معنای دختر ~ doča به معنای دختر، Aby doté به معنای دختر ~ doÅŃ ta به معنای دختر) ممکن است حتی پیچیده‌تر به نظر برسد. علاوه بر این، یک دسته کامل از کلمات در هر گویش دارای مصوت‌های پایانی /-a/، /-e/ یا هر دو هستند که از پسوند ایرانی باستان *-aka گرفته شده‌اند. این جنبه پیچیده در ریخت‌شناسی، مطالعه دقیق‌تر گویش‌های منفرد را می‌طلبد.

#### ضمایر
در مورد ضمیر مستقل اول مفرد، دوتایی مستقیم/مورب تاریخی فقط در ابی از/مان، بدآ/من حفظ شده است (رجوع کنید به بدرودی؛ ر.ک. بد آکسو / دقیقه در لکوک، 2002، ص 83، 278). گویش‌های مرکزی دیگر شکل فارسی غیرمتمایز را به خود گرفته‌اند. ضمایر سوم مفرد شخصی و اثباتی با حرف اول بینی مشخصاً کاشانی هستند (نگاه کنید به ایزوگلاس شماره 3، زیر). برخی از گویش‌ها شکل‌های متمایز جنسیت را نشان می‌دهند (مذکر/مونث): Remote Abu na/nön، Aby nūn/nūna، Jow nun/núna، Naš nu/nemun، Del on/ona. نزدیک به ابو nē/ nēm، Aby nēn/nēna، Jow nen/néna، Naš na/nuhun، Del in/ ina
ضمایر وابسته به بست عموماً مشابه ضمایر فارسی هستند، اما به این تغییرات واجی توجه کنید: (1) صامت اصلی /š/ در سوم شخص مفرد و جمع در آرانی، ابوزیدآبادی و قهرودی /y/ است. (سدهی و سگزوی نیز دارای صامت سوم هستند. –y، در حالی که سایر گویش‌های استانی اصفهان یا –ž یا –š دارند.) توزیع دلخواه انواع در /š/، /ž/ و /y/ در میان گویش‌های مرکزی، خط تاریخی تغییر š > ž > y را نشان می‌دهد که در آن š اصلی ابتدا به ž تبدیل می‌شود و حرف به صورت جانبی به y تبدیل می‌شود. این نویسنده این تحول در زمانی را به عنوان روندی فعال در حال حاضر در میان نسل‌های مختلف گویشوران خورزوقی و گزی مشاهده کرده است (به جزی مراجعه کنید). روند مشابهی را می‌توان در šm > žm > ym، همانطور که در زیر، ذیل ایزوگلس شماره 1 نشان داده شده است، و همچنین در j > ž > y در «woman» مشاهده کرد. (برای توضیح جایگزین، که فرض می‌کند سوم شخص مفرد –y و –š به ترتیب از OIran مشتق شده‌اند. *hai و *šai و غیره) (2) یک /t/ یا /d/ اصلی در دوم شخص مفرد و جمع در Farizandi و Yārandi به /y/ نرم شده است. جالب توجه است که Abyānaʾi، که در یک منطقه حائل بین این دو گروه قرار دارد، یک جنبه از هر کدام را نشان می‌دهد: سوم شخص مفرد –y و دوم جمع –yi (< yü < yũ < yun). در نتیجه، ketāb-ey در Abyānaʾi به معنای «کتاب او» اما در Yārandi به معنای «کتاب شما» است. دو زبان بومی همسایه تنها چند کیلومتر در دره کوه برزرود از هم فاصله دارند.

#### افعال
نقش مهم متعدی بودن، همراه با ساخت ثانویه اکثر بن‌های گذشته (با افزودن پسوند –ā به بن زمان حال)، لکوک (2002) را بر آن داشته است که بن‌های گذشته را به چهار دسته تقسیم کند. نمونه‌هایی از بن‌های حال: گذشته در قهرودی عبارتند از: (1) متعدی، که به یک صامت ختم می‌شود، ger-: gera(t)- «گرفتن»؛ (2) متعدی، که به یک مصوت ختم می‌شود، geln-: gelnā- «چرخاندن»؛ (3) لازم، که به یک صامت ختم می‌شود، k-: kat- «افتادن»؛ و (4) لازم، که به یک مصوت ختم می‌شود، gīn-: gīnā- «چرخاندن». برخی از گویش‌ها قادر به تشکیل یک مجهول صرفی هستند و همه با افزودن پسوند –(V) n به ریشه فعلی، ریشه سببی تشکیل می‌دهند، مثلاً Ārā bə–m–tej–ən–ād–a «من باعث دویدن شده‌ام».

#### پایان‌های شخصی
پایان فعل اول شخص مفرد در تمام گویش‌های کاشانی، به جز JKāš –om، Jow –am، که ظاهراً تحت تأثیر فارسی شکل گرفته‌اند، –on، –õ، –o یا –un است. سوم شخص مفرد معمولاً –a یا –e است. –u که به وضوح در گویش یهودی کاشان متفاوت است، نشان دهنده تأثیر از گویش‌های استانی اصفهان است. برخی از گویش‌ها پایان متفاوتی برای سوم مفرد مونث نشان می‌دهند: Abu، Aby –a، Qoh –e، Del –ae، Jow –ea. پایان در preterit صفر است، اما Jow –e نیز دارد.

### ایزوگلاس‌ها
چهارده ویژگی که در ادامه آمده است برای تعریف منطقه کاشان در کل منطقه گویش‌های مرکزی انتخاب شده‌اند. انتخاب ایزوگلس‌ها بر اساس در دسترس بودن داده‌ها برای اکثر گویش‌ها و همچنین اختصاصی بودن آنها برای منطقه کاشان است. کمبود داده‌ها و همپوشانی ایزوگلس‌ها مانع از گنجاندن برخی از ویژگی‌های شناسایی شده در مطالعات قبلی شد. ایزوگلس‌های ما را می‌توان به ویژگی‌های واج‌شناختی (1)، ریخت‌شناسی (2-6) و واژگانی (7-14) تقسیم کرد. برای اختصار، وقتی کلمه‌ای با حروف کوچک و بزرگ نوشته می‌شود، نشان می‌دهد که طیف وسیعی از اشکال در گویش‌های مختلف وجود دارد.
1. «چشم». کلمه براق «چشم» (ر.ک. اوستایی: čašman-، فارسی میانه و فارسی نو: čašm، فارسی محاوره‌ای: češ) در گویش‌های مرکزی با دو شکل نشان داده می‌شود: نوع ca(y)m (مثلاً: borzoki، vrk čaym، han čam، yar čem) در میان گویش‌های کاشان و دیگر گویش‌های شمالی در مقابل caš در جنوب رایج است؛ خط نصف‌کننده از Zefra می‌گذرد که هر دو شکل برای آن گزارش شده است: čem (Zhukovskiǐ) و češ (داده‌های من؛ همچنین به Krahnke، شماره ۴ مراجعه کنید). کاهش موازی خوشه اصلی –šN در کلمات بیشتری یافت می‌شود: Qoh paym، Jow paim، Nat poime (ر.ک. Tār pežm، Keš pajm، Aby pāzm) «پشم»؛ Aby tena، Jow taina «تشنه»؛ Mey powna، Keš pōina «پاشنه»؛ Aby enoyn-، Jow einās- «شنیدن، شناختن» (< OIr. *xšnā–sa-). اگرچه داده‌های کافی در گویش‌های دیگر برای مقایسه گسترده وجود ندارد، داده‌های موجود نشان‌دهنده خط تغییر صدا –šm– > žm > (y)m هستند (ر.ک. Windfuhr، ۱۹۷۵). برای یک پیشرفت مرتبط، به بالا، ذیل ضمایر مراجعه کنید.

۲. جنسیت متمایز. چندین گویش کاشان در حوزه‌های مختلف دارای جنسیت دستوری هستند، همانطور که در جدول ۴ نشان داده شده است (خلاصه شده از Yarshater، ۱۹۸۵، با افزودن Freizandi). نشانه‌ی مؤنث برای اسم‌ها، و همچنین برای ضمایر و صفت‌ها، یک –a بدون تأکید است، مثلاً Del، Aby bā́ la «بیل»، Del béza، Naš bóz(a) «بز»، در حالی که Jowšaqāni مؤنث را در –e و مذکر را در –a دارد، مانند boze «بز» ~ varzāa «گاو»؛ varge «گرگ ماده» ~ varga «گرگ نر». در گویش‌هایی که هیچ نشانه‌ی جنسیتی رسمی در اسم‌ها نشان داده نمی‌شود، تمایز با تطابق صفت‌ها و فعل آشکار می‌شود. مثال‌ها: (صفت‌ها) Abu böz esbíde «بز سفید»، Aby sǘra goÅŃ la «گل قرمز»؛ (حروف تعریف نامعین یا صفت‌های عددی) Del ajey pür «پسر» ~ ija dete «دختر»، Aby e dāde «برادر» ~ ya dādā «خواهر»؛ (صفت‌های اشاره) Del on purá «آن پسر» ~ óna zenčo «آن زن»؛ برای ضمایر اشاره و شخصی، به ضمایر بالا مراجعه کنید.
جنسیت در عبارت فعلی به عنوان بخش جدایی‌ناپذیر سیستم صرفی بهتر حفظ می‌شود. مثال‌ها عبارتند از: Naš pür/ dot-am nāsāz-e/a «پسر/دخترم بیمار است»؛ Qoh mer bömö «مرد رفت» ~ yan bömöde «زن رفت»؛ Del berā-m vāgardā be «برادرم برگشته بود» ~ fāka-m vāgardo-wda «خواهرم برگشته بود»، Naš berā/xāka Hasan-am bedi bö/be «من برادر/خواهر حسن را دیده بودم» (برای قیدها; همچنین رجوع کنید به گویش‌های مرکزی). به نظر می‌رسد فریزندی فقط در برخی از توافق‌های فعل سوم شخص که فاعل به طور طبیعی مؤنث است، جنسیت را نشان می‌دهد، مثلاً pür/dot–äm ko–šo / štä? «پسرم/دخترم کجا رفت؟» همانطور که یارشاطر (1985) نشان داده است، میمایی و اردستانی نیز بقایای کمی از جنسیت را در عبارت فعلی نشان می‌دهند.

بررسی دقیق‌تر گویش‌های کاشان بدون در نظر گرفتن مقوله جنسیت نشان می‌دهد که برخی از اسم‌های آنها دارای پسوند بدون تأکید –a یا –e هستند که می‌توان آن را به نشانگر مؤنث ایرانی باستان *-ā نسبت داد (به جای *-aka، منشأ –a/-e در Qoh espá، JKāš esbé < *spaka- «سگ» و بیشتر اسم‌های دیگر در ایرانی غربی که به این مصوت‌ها ختم می‌شوند). مورگنسترن این دسته از اسم‌ها را در گویش‌های تاتی و مرکزی بررسی کرد. مثال‌های او از منطقه کاشان شامل موارد زیر است (در اینجا توضیح داده شده است): Soh bǘzä، Bij، Vār beza «بز» (ر.ک. Del، Naš، Abu، در بالا)؛ Soh kaÅŃ rge، Qoh kárg(e)، Nat kárga، Bij، Vār kerga (ر.ک. Naš و Aby fem. kárga) «مرغ»؛ قال باره (ر.ک. ابوفم. بار) «در»؛ می دومه (ر.ک. ابی فم. دیما «چهره»)؛ نات دوتا، قوه، کش، زف دوته، وان دته «دختر». تحقیقات مورگنستیرن نشان می‌دهد که تمایز جنسیتی، حداقل در اسم‌ها، یک ویژگی باستانی است که زمانی در تمام گویش‌های کاشان و همچنین در تاتی شمال وجود داشته است.
این مفهوم به خوبی با یافته‌های یک مطالعه منطقه‌ای از دونالد استیلو مطابقت دارد. او نشان می‌دهد که از نظر جنسیت دستوری، گویش‌های کاشان انتهای جنوبی یک پیوستار زبانی بزرگتر را تشکیل می‌دهند که با کمی وقفه به سمت شمال به آمورایی، وفسی و الویری، سپس به تاتی جنوبی قزوین و طارم علیا و در شمال تا کجالی امتداد می‌یابد. علاوه بر این، استیلو این ایده را مطرح می‌کند که برخی از گویش‌های تاتی نه تنها در حفظ تمایز جنسیتی قدیمی‌تر محافظه‌کار بوده‌اند، بلکه آن را از طریق ارجاع متقابل به جنسیت اسم در جایگاه‌های مختلف در عبارت اسمی یا فعلی، به حوزه‌های جدیدی گسترش داده‌اند. استیلو سپس با تمرکز بر گویش‌های تاتی همسایه کفتجی و کلاسی در شرق طارم، توضیح می‌دهد.

## مطالعهٔ بیشتر
- Skjærvø, Prods Oktor (2006). "IRAN vi. IRANIAN LANGUAGES AND SCRIPTS (6) Old Iranian Languages". Encyclopædia Iranica (به انگلیسی). Vol. XIII. New York: Bibliotheca Persica Press. p. ۳۴۴–۳۷۷. Retrieved 26 May 2023.
- Tavernier, Jan (2007), Iranica in the Achaemenid Period (ca. 550-330 B.C.): Linguistic Study of Old Iranian Proper Names and Loanwords, Attested in Non-Iranian Texts, Peeters Publishers, ISBN 978-90-429-1833-7
- Schmitt, Rüdiger (2008), "Old Persian",  in Woodard, Roger D. (ed.), The Ancient Languages of Asia and the Americas, Cambridge University Press, pp. 76–100, ISBN 978-0-521-68494-1

- کتاب زبان فارسی و سرگذشت آن، نوشتهٔ دکتر محسن ابوالقاسمی
- تاریخ ماد، نوشتهٔ ایگور میخائیلوویچ دیاکونوف. ترجمهٔ کریم کشاورز، تهران: انتشارات امیرکبیر.